# 王應吉 (嘉靖進士)
王應吉（1538年—？），字伯修，號敬宇，山西平陽府襄陵縣人，民籍，明朝政治人物。

## 生平
山西鄉試第十九名舉人。嘉靖四十四年（1565年）中式乙丑科三甲第二百三十三名進士。礼部观政，四十五年二月授安丘县知县，隆慶三年（1569年）七月升礼部主客司主事，四年五月改陕西道御史，巡按南直隶，六年（1572年）八月丁父艱歸。万历六年（1578年）復除河南道御史，九月巡按真定。七年九月升陕西右参议，十年八月升河南副使，十三年十月升湖广参政，十四年五月终养归。三十五年三月由陕西参政升按察使。

## 家族
曾祖王瓛，曹县知縣；祖父王天祥，乡饮宾；父王用中，字道行，號豫斋，新城县儒学訓導、博野县教谕、封文林郎安丘县知县、累封御史。母梁氏，累封孺人。